# Laufás-Edda
Laufás-Edda (Edda Magnúsar Ólafssonar) é uma redação do século XVII da Snorra Edda, que sobrevive em numerosos manuscritos islandeses.
Laufás Edda foi compilada pelo padre e poeta islandês Magnús Ólafsson (c.1573–1636) a pedido do estudioso e antiquário islandês Arngrímur Jónsson . Magnús iniciou o seu trabalho em Auðkúla em 1607, depois de ter sido demitido do seu cargo como ministro paroquial, e concluiu a sua nova redação durante o inverno de 1608-1609. Magnús serviria mais tarde como padre na paróquia de Laufás, no norte da Islândia, e, como consequência, a sua versão da Edda é geralmente chamada de Laufás-Edda.
O objetivo de seu trabalho era criar uma versão sistemática e enciclopédica da Edda em Prosa de Snorri Sturluson. Laufás-Edda versão reorganizada e editada da obra de Sturluson. Snorra Edda. Os mitos em Gylfaginning são apresentados como uma série de exemplos (dæmisögur) e os kennings de Skáldskaparmál são organizados em ordem alfabética por assunto. A última parte, Háttatal, não foi incluída.
Devido à sua popularidade, a redação de Laufás mais tarde tornou-se a base para a primeira edição impressa da Snorra Edda, a Edda Islandorum de Peder Hansen Resen. A edição de Resen foi acompanhada por uma tradução em dinamarquês e latim. O Laufás-Edda, especialmente através da edição de Resen, tornou-se uma obra de referência conveniente e popular para poetas e antiquários, servindo como uma enciclopédia para pesquisar tanto o mito quanto a linguagem poética.